# Повітовий стряпчий
Повітовий стряпчий (повітовий прокурор) — представник губернського прокурора в повіті.

## Про повітових стряпчих
В численних тлумачних словниках та енциклопедіях (наприклад, за редакцією C. І. Ожегова, Д. М. Ушакова та ін.), на жаль, не надається достатньо інформації для розуміння посади повітового стряпчого.
Проте, стаття, яку опубліковано в «Энциклопедическом словарѣ Ф. А. Брокгауза и И. А. Ефрона» , дозволяє отримати уявлення про посаду стряпчого (повітового стряпчого, в даному випадку) в першій половині ХІХ століття:
| \| …Стряпчие при судах. По Учреждению о губерниях 1775 г. С. являются помощниками прокурора и защитниками казенных интересов. При губернском правлении и при палатах состояли губернские С. казенных дел и уголовных дел; соответственные должности существовали и при присутственных местах, занимавших середину между губернскими и уездными; в каждом уезде или округе находился уездный или окружной С. С. должны были служить советниками прокурора; они предлагали его именем заключения в палатах и других судах. С. казенных дел являлись истцами по казенным делам и по делам, нарушающим общий порядок или "противным власти и присяжной должности"; С. уголовных дел были истцами по уголовным делам, когда не было другого истца. С. имели право требовать сообщения им всякого рода дел, касающихся казны, малолетних и др.; они же наблюдали за сохранением порядка, каждому месту предписанного. Уездные С. должны были наблюдать, чтобы в уездных судебных местах не происходило непорядков, чтобы никому не причинялось притеснений, чтобы исполнялись все законы и т. д. Во время решения дел судом С. выходил из присутствия. При отсутствии прокурора его должность исправлял старший С. При Павле I должности С. были упразднены, но с воцарением Александра I вновь восстановлены. В 1808 г. были учреждены удельные С. для хождения по делам удельных имений и крестьян. В 1826 г. на С. и прокуроров была возложена обязанность наблюдать за правильным течением и решением дел казенных крестьян в судебных местах; в 1827 г. уездным С. предписано было посещать помещения арестантов для наблюдения за их довольствием. В некоторых городах были городовые С., в столицах — следственные С. Были также особые С. ведомства государственных имуществ. По мере введения в империи Судебных Уставов 1864 г. должности губернских и уездных С. вместе с должностями губернских прокуроров мало-помалу упразднялись; в губерниях, в которых оставались еще суды прежнего устройства, должность С. была отчасти заменена должностью судебного следователя, отчасти — должностью товарища губернского прокурора … \| |
| …Стряпчие при судах. По Учреждению о губерниях 1775 г. С. являются помощниками прокурора и защитниками казенных интересов. При губернском правлении и при палатах состояли губернские С. казенных дел и уголовных дел; соответственные должности существовали и при присутственных местах, занимавших середину между губернскими и уездными; в каждом уезде или округе находился уездный или окружной С. С. должны были служить советниками прокурора; они предлагали его именем заключения в палатах и других судах. С. казенных дел являлись истцами по казенным делам и по делам, нарушающим общий порядок или "противным власти и присяжной должности"; С. уголовных дел были истцами по уголовным делам, когда не было другого истца. С. имели право требовать сообщения им всякого рода дел, касающихся казны, малолетних и др.; они же наблюдали за сохранением порядка, каждому месту предписанного. Уездные С. должны были наблюдать, чтобы в уездных судебных местах не происходило непорядков, чтобы никому не причинялось притеснений, чтобы исполнялись все законы и т. д. Во время решения дел судом С. выходил из присутствия. При отсутствии прокурора его должность исправлял старший С. При Павле I должности С. были упразднены, но с воцарением Александра I вновь восстановлены. В 1808 г. были учреждены удельные С. для хождения по делам удельных имений и крестьян. В 1826 г. на С. и прокуроров была возложена обязанность наблюдать за правильным течением и решением дел казенных крестьян в судебных местах; в 1827 г. уездным С. предписано было посещать помещения арестантов для наблюдения за их довольствием. В некоторых городах были городовые С., в столицах — следственные С. Были также особые С. ведомства государственных имуществ. По мере введения в империи Судебных Уставов 1864 г. должности губернских и уездных С. вместе с должностями губернских прокуроров мало-помалу упразднялись; в губерниях, в которых оставались еще суды прежнего устройства, должность С. была отчасти заменена должностью судебного следователя, отчасти — должностью товарища губернского прокурора …       |

Деяку інформацію про посаду «повітового стряпчого» можна знайти й на численних сторінках ПЗЗРІ, проте, досить вичерпно відомості наведено в XXVII розділі «О Прокурорской и стряпческой должности» в главі «Должность уѣзднаго стряпчаго» вже згаданого " Учреждения о губерниях " 1775-го року.
Реформування органів прокуратури в Російській імперії почалося ще за Петра I. Процес цей був непростим, тому затягнувся на багато десятиліть.
Органи прокуратури Російської імперії на території України почали свою діяльність після введення губернського розподілу згідно "Учреждения о губерниях" 1775-го року. Були засновані посади губернського прокурора, губернських і повітових стряпчих, прокурорів при верхніх земських судах і ін. В цьому документі були визначені їх завдання, права і обов'язки.
Губернські прокурори й губернські стряпчі здійснювали нагляд за дотриманням встановленого порядку. Вони охороняли інтереси влади, боролися з хабарництвом, а також контролювали дотримання законністі по оподаткуванню населення.
Функцію нагляду за законністю в повітах в межах своїх повноважень здійснювали повітові стряпчі. В разі виявлення фактів порушення законів, незалежно від осіб, що зробили ці порушення, стряпчий повинен був повідомляти про це губернському прокуророві й за його згодою подавати позов до суду. Виявивши порушення законів в судах або в інших закладах і установах, стряпчий реєстрував їх і проводив відповідні заходи по усуненню цих порушень.
При невиконанні вимог він притягав до відповідальності винного відповідно до закону: виносив догану, накладав штраф або подавав позов до суду.
Повітовий стряпчий в окрузі спостерігав, щоб суди вчасно починали судове засідання, він вів реєстр завершених справ, здійснював нагляд за виконанням рішень і був відповідальним перед губернським правлінням. При виявленні порушень законів або указів в повіті, фактів їх невиконання, стряпчий зобов'язаний був інформувати про це губернського прокурора. Розгляд заяв і скарг проводився за дорученням губернського прокурора, або з його згоди.
Крім того, повітовий стряпчий спостерігав за дотриманням порядку в судових засіданнях, за дотриманням учасниками пошани до суду. В разі виявлення порушень він подавав скаргу у відповідні інстанції. При здійсненні своїх повноважень повітовий стряпчий інколи виписував штрафи, після чого в його обов'язки входило відстеження своєчасного отримання відповідних оплат, тим більше, що йому належала третина від стягнутої суми.
Повітовий стряпчий також мав право відвідувати будь-які суди свого повіту й міста у будь-який час, проте, під час виголошення вироку він зобов'язаний був покинути приміщення залу суду.
“Учреждение о губерниях” встановлювало сувору відповідальність стряпчих за невиконання своїх обов'язків. Наприклад, якщо повітовий стряпчий знав про будь-яке порушення і не доповів про це губернському прокуророві, а згодом такий факт був виявлений, до стряпчого могло бути застосовано такі покарання, як звільнення з посади, або позбавлення чину, або, навіть, суд честі.
Більш докладну інформацію про права та обов`язки повітових стряпчих можна знайти в додатку (копія фрагменту з “Учреждения о губерниях”, с. 209-213).
На схемі «Устрій губернії 1799-1863 рр.», опублікованої в книзі «Идентификация Петренко» (с.165), історик А. Малов-Гра зобразив ієрархію основних установ і чиновників, що служили в цих губернських установах Російської імперії в першій половині XIX століття.
Земські суди знаходилися в юрисдикції Міністерства внутрішніх справ, а повітові стряпчі підпорядковувалися губернському прокуророві, бо були штатними одиницями Міністерства юстиції.  Посада «повітовий стряпчий» відносилася до Міністерства юстиції, і форма чиновників відповідала даному відомству.